# Kast (Einheit)
Kast war ein schwedisches Stückmaß.
- 1 Kast = 4 Stück
- 1 Wahl/Val = 20 Kast = 80 Stück